# افراین گوتیرس
افراین گوتیرس (اسپانیایی: Efraín Gutiérrez‎؛ زادهٔ ۷ مهٔ ۱۹۵۴) بازیکن فوتبال اهل هندوراس بود.
وی همچنین در تیم ملی فوتبال هندوراس بازی کرده‌است.